# باد زاكسا
باد زاكسا (بالألمانية: Bad Sachsa) هي بلدة ألمانية تقع في ألمانيا في سكسونيا السفلى.  يقدر عدد سكانها بـ 8,076 نسمة .

## المدن التوأمة
مدينة Castelnau-de-Médoc هي مدينة توأمة لـباد زاكسا.

## معرض صور

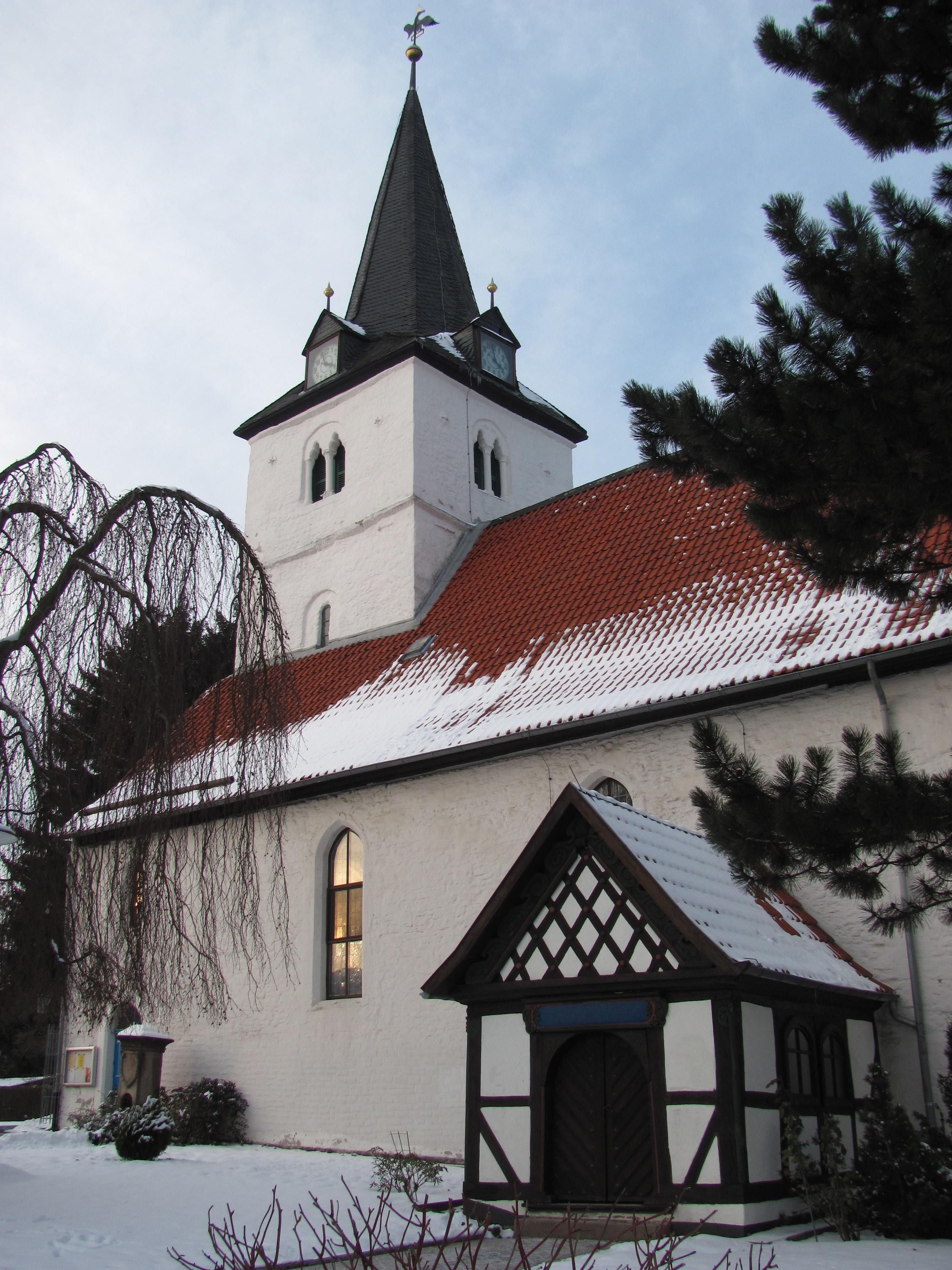
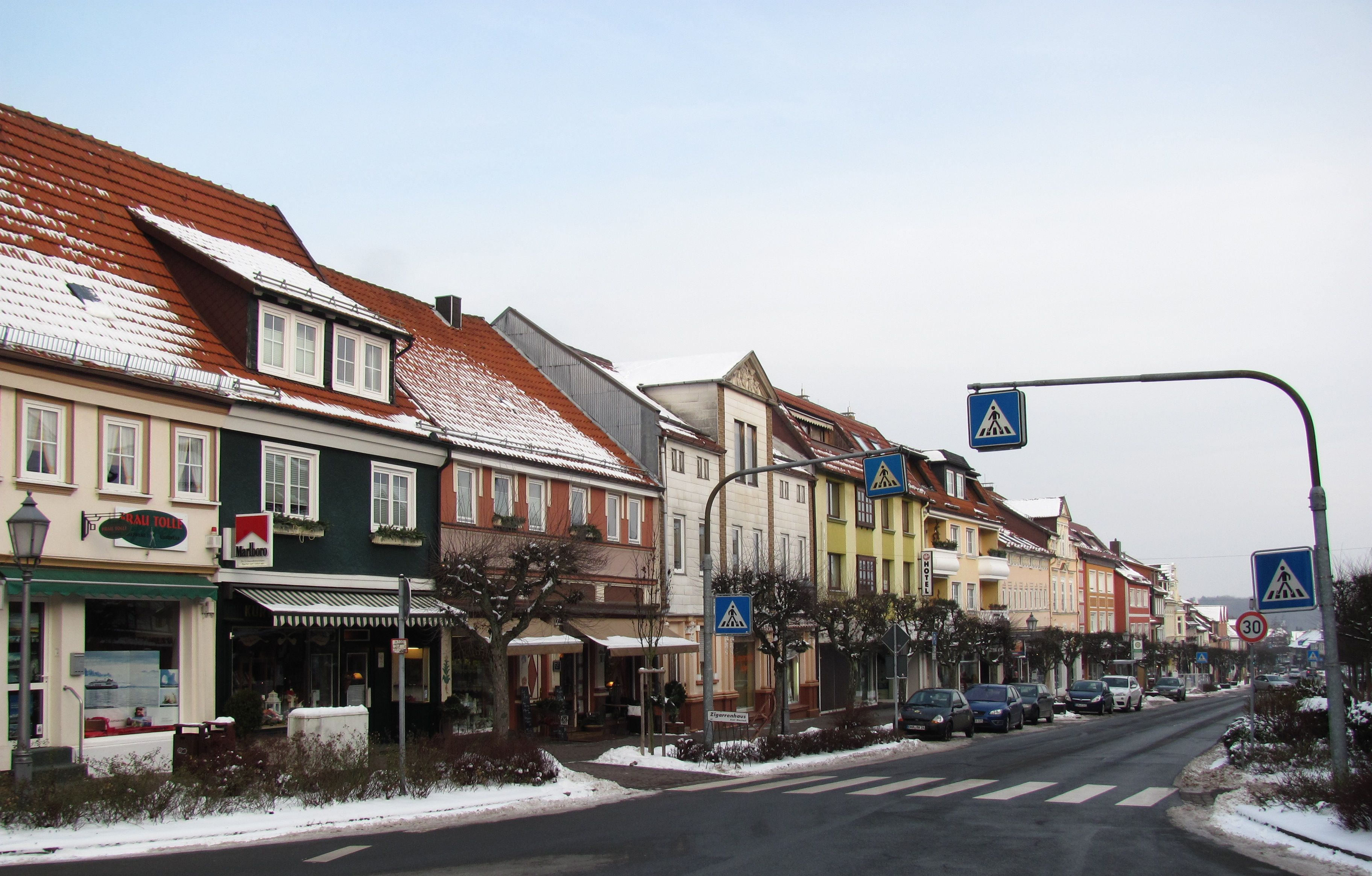
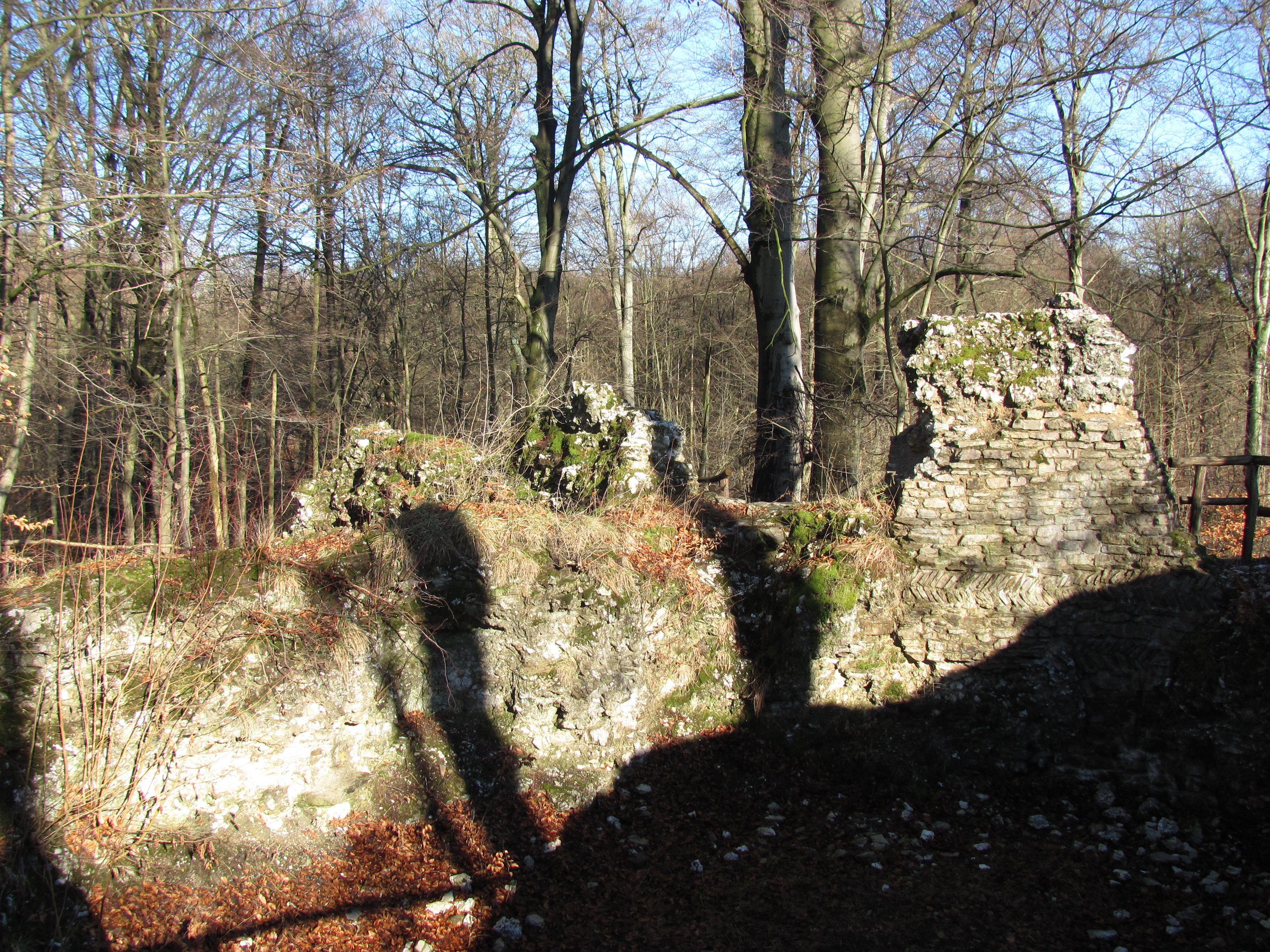
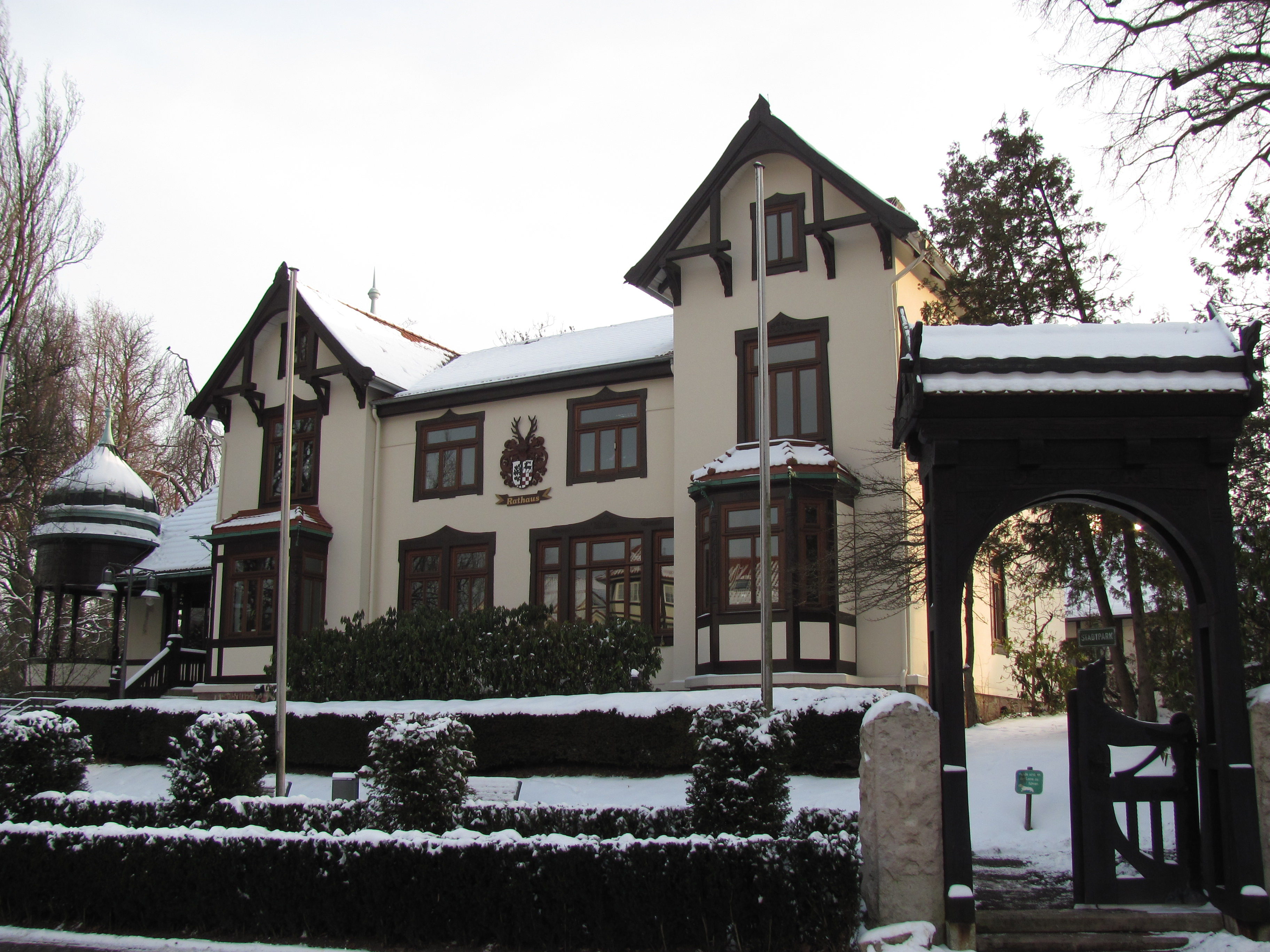
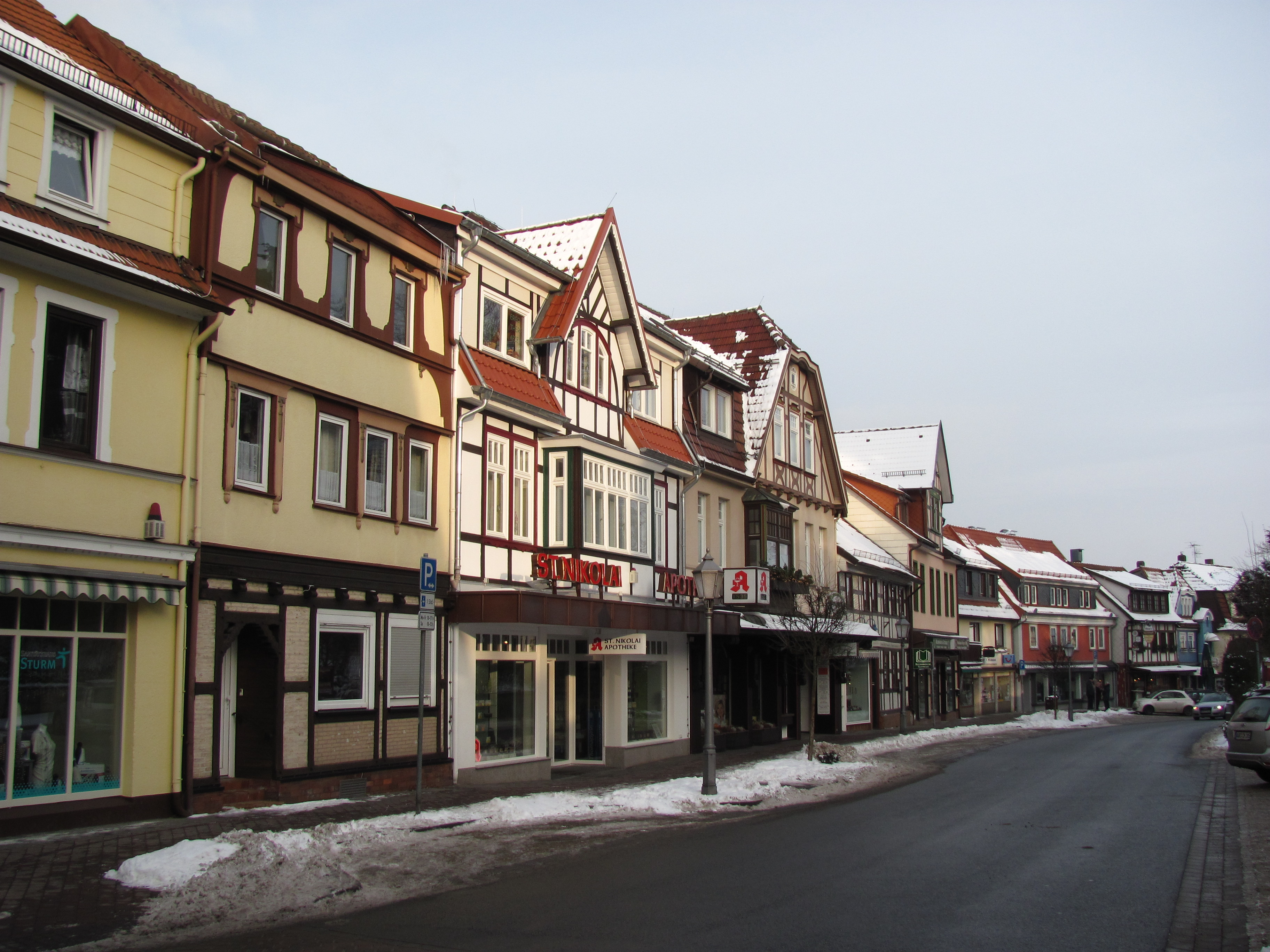